# Liste des évêques et archevêques catholiques de Southwark
Pour les évêques anglicans, voir Évêque anglican de Southwark.
L'archevêque de Southwark est un des cinq archevêques de l'Église catholique en Angleterre et au pays de Galles. Il a sous sa juridiction l'archidiocèse de Southwark, dont le siège est la cathédrale Saint-George de Southwark. Il est également le métropolitain de la province de Southwark qui compte trois autres diocèses : celui d'Arundel et Brighton, et ceux de Plymouth et de Portsmouth.
Le diocèse de Southwark existe depuis le rétablissement de la hiérarchie catholique en 1850 (le premier évêque est nommé en 1851), il formait alors partie de la province de Westminster. Il s'est subdivisé pour donner naissance aux diocèses de Portsmouth et d'Arundel et Brighton. Depuis 1965, l'évêque de Southwark a été élevé à la dignité d'archevêque et de métropolitain de la province de Southwark. L'archevêque actuel, John Wilson (en) , est le douzième titulaire du siège épiscopal de Southwark.
| Évêques de Southwark     | Évêques de Southwark   | Évêques de Southwark                                                                     |
| ------------------------ | ---------------------- | ---------------------------------------------------------------------------------------- |
| 1851-70                  | Thomas Grant           |                                                                                          |
| 1871-81                  | James Danell           |                                                                                          |
| 1882-85                  | Robert Coffin          |                                                                                          |
| 1885-97                  | John Baptist Butt (en) | auparavant évêque auxiliaire de Southwark                                                |
| 1897-1903                | Francis Bourne         | auparavant coadjuteur de l'évêque de Southwark ; nommé archevêque de Westminster en 1903 |
| 1904-49                  | Peter Amigo            | nommé archevêque de Southwark à titre personnel en 1937                                  |
| 1949-65                  | Cyril Cowderoy         |                                                                                          |
| Archevêques de Southwark |                        |                                                                                          |
| 1965-76                  | Cyril Cowderoy         | devenu archevêque métropolitain en 1965                                                  |
| 1977-2003                | Michael Bowen          | auparavant évêque d'Arundel et Brighton                                                  |
| 2003-2009                | Kevin McDonald (en)    | auparavant évêque de Northampton                                                         |
| 2010-2019                | Peter Smith            | auparavant archevêque de Cardiff                                                         |
| 2019-                    | John Wilson (en)       | auparavant évêque auxiliaire de Westminster                                              |